# Bajt Lid
Bajt Lid – miasto w Palestynie, w muhafazie Tulkarm. Według danych Palestyńskiego Centralnego Biura Statystycznego w 2016 roku liczyło 5858 mieszkańców.